# A・chi-a・chi
a・chi-a・chi（アチアチ）は、1988年から1998年にかけて活躍した双子の女性歌手ユニット。

## メンバー
今井永（いまいのり）、今井久（いまいひさ）の二人組。ともに1972年2月11日生まれ、O型。群馬県出身。

## 略歴、概要
- 1987年に群馬県の老神温泉を訪れた金子秀昭と出﨑哲が、宿泊先の女将から「のど自慢大会に出場して回る双子の姪」の話を聞く[1]。
- 1988年に『魔神英雄伝ワタル』の音楽プロデューサーとなった金子秀昭が老神温泉を再訪し、今井姉妹の歌を聴く。それをきっかけに『ワタル』の主題歌で同年5月21日にビクター音楽産業（現：JVCケンウッド・ビクターエンタテインメント）よりメジャーデビュー。a・chi-a・chiというユニット名は、エンディングテーマ「a・chi-a・chiアドベンチャー」が由来となっているが、さらにさかのぼると温泉がスタート地点だったので「あちあち（熱い熱い）」という発想からきている[2]。その後も継続的に主に魔神英雄伝ワタルシリーズの主題歌やイメージソングを手がけた。
- 1991年には、単独アルバムもリリース。セカンドアルバムからは、今までイメージとして登場してなかった姿がジャケットに登場。その後、歌手としての活動の幅を広げ、ワタル以外に『ゴクドーくん漫遊記』にも曲を提供。
- 1995年以降新曲の発表が止まったが、1997年にテレビアニメ化放送された『超魔神英雄伝ワタル』のサウンドトラック3枚にそれぞれ新曲が1曲ずつ収録された。また、同時期に行われた『超魔神英雄伝ワタル』のイベントで数年ぶりに公の場に姿を見せた。
- 一時期はインディーズでのリリースに向けて「Step」等を手掛けた立花瞳が2人のために楽曲を書き下ろすとされていたが突然リリース計画は白紙撤回されるも、2014年になりワタル25周年記念ソング「いつも心に太陽を」を立花が書き下ろし、a・chi-a・chiのボーカルによりレコーディング。同年リリースの「魔神英雄伝ワタルCD-BOX ヴォーカル・コンプリート・コレクション」に収録された。
- 2023年6月現在で、発表楽曲はカバーを含み全56曲（シングル+下記アルバムの太字）。
- 妹の久は、群馬県高崎市でスナック『永久(とわ)』を経営している[3]。
- 永久〜とわ〜 名義で初のライブコンサートを開催。

## ディスコグラフィー
発売は、一部を除き、全てビクター音楽産業 → ビクターエンタテインメント（現：JVCケンウッド・ビクターエンタテインメント）から発売。

### シングル
日本テレビ系アニメ 魔神英雄伝ワタル
1988年5月21日、シングル・カセット：VST-10388、シングル・レコード：KV-3086、 CD・シングル：VDRS-1033）（シングルレコード再販→レーベル：FLYING DOG / JET SET、2018年9月18日、JS7S-196）
シングル・カセット→１、シングル・レコード→A面、CD・シングル→1
STEP
作詞・作曲 - 立花瞳 / 編曲 - 志熊 研（『魔神英雄伝ワタル』及び『魔神英雄伝ワタル 七魂の龍神丸』オープニング・テーマ）
アニメ放送使用されている1番の歌詞において、1行異なっている部分がある。詳細は魔神英雄伝ワタル#主題歌を参照。正式曲名は、全部大文字のSTEPではなく、Stepが正しい曲名表示。
シングル・カセット→2、シングル・レコード→B面、CD・シングル→2
a・chi-a・chiアドベンチャー
作詞 - 伊藤アキラ / 作曲 - 池毅 / 編曲 - 志熊 研（『魔神英雄伝ワタル』及び『魔神英雄伝ワタル 七魂の龍神丸』エンディング・テーマ）
魔神英雄伝ワタル2 卒業記念シングル
1991年2月21日、CD・シングル：VIDL-52
1. もう一つの卒業　作詞 - 安藤芳彦 / 作曲 - 松原みき / 編曲 - 神林早人（『魔神英雄伝ワタル2』卒業記念歌）
2. Good-bye Forever　作詞・作曲 - 立花瞳 / 編曲 - 神林早人（『魔神英雄伝ワタル2 虎王夢伝説』エンディング・テーマ）

魔神英雄伝ワタル2 イメージソング
1991年7月21日、CD・シングル：VIDL-69
1. WRONG NUMBER　作詞 - 井内秀治 / 作曲 - 池毅 / 編曲 - 神林早人（『魔神英雄伝ワタル2』イメージソング）
2. コスモスの夢　作詞 - 佐藤ありす / 作曲 - 松原みき / 編曲 - 加藤みちあき

文化放送系 ラジメーション 魔神英雄伝ワタル3
1991年10月21日、CD・シングル：VIDL-79
1. POWER　作詞・作曲 - 立花瞳 / 編曲 - 加藤みちあき（『魔神英雄伝ワタル3』オープニング・テーマ）
2. Challenger　作詞 - 佐藤ありす / 作曲 - 関口敏行 / 編曲 - 神林早人（『魔神英雄伝ワタル3』エンディング・テーマ）

文化放送系 ラジメーション 「魔神英雄伝ワタル3」メモリアルシングル
1992年2月5日、CD・シングル：VIDL-81
1. 涙のセカンド・ボタン　作詞・作曲 - 立花瞳 / 編曲 - 加藤みちあき（『魔神英雄伝ワタル3』メモリアルソング）
2. Straight Eyes　作詞 - 麻生圭子 / 作曲 - 松原みき / 編曲 - 加藤みちあき（『魔神英雄伝ワタル3』エンディングテーマ）

恋のバカンス
1992年7月1日、CD・シングル：VIDL-10254
1. 恋のバカンス　作詞 - 岩谷時子 / 作曲 - 宮川泰 / 編曲 - 加藤みちあき（文化放送系ラジメーション『ふけてコンバンニャ！』オープニングテーマ）
2. 僕は君を信じてる　作詞 - 安藤芳彦 / 作曲 - 尾関昌也 / 編曲 - 神林早人（『魔神英雄伝ワタル3 ぼくの虎王 第二章 鳳凰樹の下で』オープニングテーマ）

ラジメーション 魔神英雄伝ワタル3 虎王物語 虎王伝説
1993年1月21日、CD・シングル：VIDL-122
1. 君が生まれる日　作詞 - 佐藤ありす / 作曲 - 前田克樹 / 編曲 - 神林早人（『魔神英雄伝ワタル3 虎王伝説』オープニングテーマ）
2. Sun shine Moon shine　作詞 - 佐藤ありす / 作曲 - 尾関昌也 / 編曲 - 加藤みちあき（『魔神英雄伝ワタル3 虎王伝説』エンディングテーマ）

オリジナル・ビデオ・アニメ 魔神英雄伝ワタル -終わりなき時の物語-
1993年9月22日、CD・シングル：VIDL-140
1. 永遠の扉　作詞 - 佐藤ありす / 作曲 - 山本健司 / 編曲 - 神林早人（OVA『魔神英雄伝ワタル 〜終わりなき時の物語〜』主題歌）
2. ハートの呪文　作詞 - 暮醐遊 / 作曲 - 工藤崇 / 編曲 - 加藤みちあき（OVA『魔神英雄伝ワタル 〜終わりなき時の物語〜』イメージ・ソング）

文化放送系ラジメーション 魔神英雄伝ワタル4
1993年10月21日、CD・シングル：VIDL-147
1. エール　作詞・作曲 - 立花瞳 / 編曲 - 根岸貴幸（『魔神英雄伝ワタル4』オープニング・テーマ）
2. DON'T MIND PARTY　作詞 - 伊藤アキラ / 作曲 - 池毅 / 編曲 - 根岸貴幸（『魔神英雄伝ワタル4』エンディング・テーマ）

極道くん漫遊記外伝 〜生き血をすする聖女たち〜
1994年5月21日、CD・シングル：VIDL-176
1. 時の振子　作詞 - 佐藤ありす / 作曲 - 山本健司（『極道くん漫遊記外伝 〜生き血をすする聖女たち〜』オープニング・テーマ）
2. 蒼い迷宮　作詞 - 佐藤ありす / 作曲 - 山本健司（『極道くん漫遊記外伝 〜生き血をすする聖女たち〜』エンディング・テーマ）

### アルバム
STEP 〜魔神英雄伝ワタル2 夏休み増刊号〜
1991年8月21日、CD：VICL-191
1. WRONG NUMBER （『魔神英雄伝ワタル2』イメージソング）
2. DREAMS COME TRUE　作詞 - 伊藤アキラ / 作曲 - 尾関昌也 / 編曲 - 加藤みちあき（『魔神英雄伝ワタル2 虎王夢伝説』オープニング・テーマ）
3. Fight!　作詞 - 小澤幸代 / 作曲 - 伊藤薫 / 編曲 - 根岸貴幸（『魔神英雄伝ワタル2』後期オープニングテーマ カバー）
4. Good-bye Forever（『魔神英雄伝ワタル2 虎王夢伝説』エンディング・テーマ）
5. コスモスの夢
6. Step（『魔神英雄伝ワタル』オープニング・テーマ）
7. Love Express　作詞 - 佐藤ありす / 作曲・編曲 - 神林早人
8. 夏が終わる日　作詞 - 佐藤ありす / 作曲 - 奥慶一 / 編曲 - 神林早人
9. Step by Step　作詞・作曲 - 立花瞳 / 編曲 - 萩田光男（『魔神英雄伝ワタル2』前期オープニングテーマ カバー）
10. NO♥GIRL　作詞 - 伊藤アキラ / 作曲 - 小室和之 / 編曲 - 加藤みちあき
11. もう一つの卒業（『魔神英雄伝ワタル2』卒業記念歌）
12. 君に止まらない 〜MY GIRL, MY LOVE〜　作詞 - 山本秀行 / 作曲 - 瀬井広明 / 編曲 - 萩田光男（『魔神英雄伝ワタル2』前期エンディングテーマ カバー）
13. 青い陽炎　作詞 - 伊藤アキラ / 作曲 - 多々納好夫 / 編曲 - 根岸貴幸（『魔神英雄伝ワタル2』エンディング・テーマ を歌詞を変えてカバー）
14. a・chi-a・chi アドベンチャー（『魔神英雄伝ワタル』エンディングテーマ）
15. See you again　作詞 - 伊藤アキラ / 作曲 - 池毅 / 編曲 - 神林早人
16. RADIO NIGHT　作詞 - 佐藤ありす / 作曲 - 松原みき / 編曲 - 加藤みちあき

EVERLASTING
1992年9月23日、CD：VICL-325、￥3,000（税込）
1. 恋のバカンス
2. Fly away　作詞 - 佐藤ありす / 作曲 - 奥慶一 / 編曲 - 神林早人
3. Apple Talk　作詞 - 佐藤ありす / 作曲 - 松原みき / 編曲 - 加藤みちあき
4. 天使が降りてくる午後　作詞 - 佐藤ありす / 作曲 - 尾関昌也 / 編曲 - 加藤みちあき
5. Everlasting　作詞 - 佐藤ありす / 作曲・編曲 - 神林早人
6. NeoRomance　作詞 - 佐藤ありす / 作曲・編曲 - 神林早人
7. 第二章 (chapter2)　作詞 - 佐藤ありす / 作曲 - 松原みき / 編曲 - 加藤みちあき
8. うたたね姫　作詞 - 佐藤ありす / 作曲 - 和泉常寛 / 編曲 - 神林早人
9. 夢のかけら　作詞 - 佐藤ありす / 作曲 - 和泉常寛 / 編曲 - 神林早人
10. お手をどうぞ　作詞 - 佐藤ありす / 作曲 - 奥慶一 / 編曲 - 加藤みちあき

RONDO
1994年11月30日、CD：VICL-607
1. 宇宙（そら）のMelody　作詞 - 佐藤ありす / 作曲・編曲 - 神林早人
2. 夜に残されて　作詞 - 佐藤ありす / 作曲 - 松原みき / 編曲 - 加藤みちあき
3. 時の振子
4. Second Seasons 〜まちわびた季節〜　作詞 - 佐藤ありす / 作曲・編曲 - 神林早人
5. 蒼い迷宮（ラビリンス）
6. 笑顔のモニュメント　作詞 - 佐藤ありす / 作曲 - 立花瞳 / 編曲 - 村田利秋
7. L'ESPOIR　作詞 - 松葉良二 / 作曲・編曲 - 神林早人
8. Angel　作詞 - 暮醐遊 / 作曲 - 工藤崇 / 編曲 - 加藤みちあき
9. 銀の雨　作詞 - 暮醐遊 / 作曲 - 保刈久明 / 編曲 - 加藤みちあき
10. 砂と風のロンド　作詞 - 佐藤ありす / 作曲・編曲 - 神林早人

### サウンドトラック収録楽曲
魔神英雄伝ワタル 音楽篇
1988年6月21日、レコード：JBX-28019 ￥2,800、カセット：VCK-10030 ￥2,800　CD：VDR-1515 ￥3,200
レコード→A-1 カセット→1-1 CD→1,Step、レコード→A-7 カセット→1-7 CD→7,a・chi-a・chiアドベンチャー
魔神英雄伝ワタル 音楽篇 II
1990年2月21日、カセット：VITL-10、￥2,800　CD：VICL-11、¥3,000
1,See you again
魔神英雄伝ワタル2 超激闘編 音楽篇 I
1990年11月21日、CD：VICL-98 ￥3,000（税込）
M-6,NO♥GIRL
魔神英雄伝ワタル2 虎王夢伝説
1991年2月6日、CD：VICL-104、￥2,913
M-2,DREAMS COME TRUE
魔神英雄伝ワタル3 ぼくの虎王 第一章 約束のリンク
1991年9月21日、CD：VICL-197、￥3,000（税込）
M-1,夢はEndless（オープニング）、風の約束（エンディング） / M-2,夢はEndless
魔神英雄伝ワタル3 ぼくの虎王 第二章 鳳凰樹の下で
1992年10月21日、CD：VICL-344、￥3,000（税込）
M-1,僕は君を信じてる（オープニング）、風の約束（エンディング） / M-2,僕は君を信じてる / M-10,風の約束
魔神英雄伝ワタル3 ぼくの虎王 第三章 運命の日に
1993年1月21日、CD：VICL-366、￥3,000（税込）
M-1,一人じゃないんだ（オープニング）、もう一度 逢いたい（エンディング） / M-2,一人じゃないんだ / M-9,もう一度 逢いたい
魔神英雄伝ワタル4 音楽篇
1994年3月24日、CD：VICL-486、￥2,913
M-1,エール / M-9,DON'T MIND PARTY / M-21,僕じゃない君へ　作詞 - 櫛引ゆきこ / 補作詞 - 佐藤ありす / 作曲 - 広谷順子 / 編曲 - 神林早人（友情をテーマに歌詞を一般公募した アニメディア主催【作詞コンテスト】のグランプリ作品）
極道くん漫遊記外伝～生き血をすする聖女たち オリジナル・サウンドトラック
1994年9月21日、CD：VICL-536
M-1,時の振子 / M-16,蒼い迷宮（ラビリンス）
超魔神英雄伝ワタル 音楽篇I
1998年3月21日、CD：VICL-60134、￥2,900
M-19,Again　作詞 - 佐藤ありす / 作曲 - 山本健司 / 編曲 - 岸村正実
超魔神英雄伝ワタル 音楽篇II
1998年8月21日、CD：VICL-60135、￥2,900
M-20,Honesty　作詞 - 藤林聖子 / 作曲 - 坂下正俊 / 編曲 - 岸村正実
超魔神英雄伝ワタル 音楽篇III
1998年11月21日、CD：VICL-60136、￥2,900
M-2,Dream Balloon　作詞 - 佐藤ありす / 作曲 - 松原みき / 編曲 - 岸村正実

### ワタル・ベスト盤
魔神英雄伝ワタル3 ヴォーカルコレクションI
1993年8月21日、CD：VICL-432、￥2,913
M-01,POWER / M-03,Challenger / M-06,WRONG NUMBER / M-09,DREAMS COME TRUE / M-11,涙のセカンド・ボタン / M-13,Straight Eyes / M-15,Good-bye Forever / M-16,POWER（a･chi-a･chi、田中真弓、伊倉一寿、第1回・第2回のカラオケコンテスト優勝者の2名、ファン100人による合唱）
魔神英雄伝ワタル3 ヴォーカルコレクションII
1994年6月22日、CD：VICL-517、￥2,913
M-01,風の約束　作詞・作曲 - 立花瞳 / 編曲 - 神林早人
M-02,君が生まれる日
M-03,一人じゃないんだ　作詞 - 安藤芳彦 / 作曲 - 尾関昌也 / 編曲 - 加藤みちあき
M-04,ハートの呪文
M-05,もう一度 逢いたい　作詞・作曲 - 立花瞳 / 編曲 - 神林早人
M-06,夢はEndless　作詞 - 安藤芳彦 / 作曲 - 尾関昌也 / 編曲 - 加藤みちあき
M-08,Sun shine Moon shine
M-09,僕は君を信じてる
M-10,永遠の扉
魔神英雄伝ワタル シングルコレクション 1988May〜1993Sept.
1997年12月3日、CD：VICL-60130、￥2,900
M-01,Step / M-02,a・chi-a・chiアドベンチャー / M-07,もう一つの卒業 / M-08,Good-bye Forever / M-09,WRONG NUMBER / M-10,POWER / M-11,Challenger / M-12,涙のセカンド・ボタン / M-13,Straight Eyes / M-14,僕は君を信じてる / M-15,君が生まれる日 / M-16,Sun shine Moon shine / M-17,永遠の扉 / M-18,ハートの呪文
魔神英雄伝ワタル シングルコレクション 1993Oct.〜1998Aug.
1999年2月24日、CD：VICL-60346〜7、￥3,500
Disc1-M01,エール / Disc1-M02,DON'T MIND PARTY
魔神英雄伝ワタルCD-BOX ヴォーカル・コンプリート・コレクション
2014年9月24日、CD：VTZL-78、￥10,800
Disc7-M13,いつも心に太陽を　作詞・作曲・編曲 - 立花瞳（他、ワタル関連の全楽曲収録）

### オリジナルカラオケ収録アルバム
魔神英雄伝ワタル2 オフヴォーカル・コレクション -スペシャル・プレゼント-
1991年5月21日、CD：VICL-5061
Step / a・chi-a・chi アドベンチャー / See you again / NO♥GIRL / DREAMS COME TRUE / Good-bye Forever / もう一つの卒業 / Step by Step / 君に止まらない 〜MY GIRL, MY LOVE〜 / Fight! / 虹の彼方に（≒青い陽炎）
魔神英雄伝ワタル3 オフヴォーカル・コレクション
1992年11月21日、CD：VICL-40044
WRONG NUMBER / コスモスの夢 / Love Express / 夏が終わる日 / RADIO NIGHT / 夢はEndless / 風の約束 / POWER / Challenger / 涙のセカンド・ボタン / Straight Eyes / 僕は君を信じてる / 恋のバカンス / Fly away / Apple Talk / 天使が降りてくる午後 / Everlasting / NeoRomance / 第二章 (chapter2) / うたたね姫 / 夢のかけら / お手をどうぞ
超魔神英雄伝ワタル オフヴォーカル・コレクション
1999年2月24日、CD：VICL-60345
君が生まれる日 / Sun shine Moon shine / 永遠の扉 / ハートの呪文 / エール / DON'T MIND PARTY / Again / Honesty / Dream Balloon

## 出演
- 放送日不明「JanJanサタデー」静岡第一テレビ
- 1991年3月20日「魔神英雄伝ワタル2 卒業式」東京・九段会館
- 1991年8月4日「大分七夕祭り OBS納涼広場 アニメビックサマーフェスティバル'91」大分県大分市・OBSイベント会場（収録での後日ラジオ放送あり）
- 1991年8月30日「ワタルを歌おう！カラオケコンテスト＆魔神英雄伝ワタル2 スペシャルイベント ワタル夏祭り」東京・目黒区公会堂ホール
- 1991年9月29日「魔神英雄伝ワタル3 ワタル復活祭」埼玉・川口リリア メインホール
- 1991年12月21日「魔神英雄伝ワタル3 クリスマスパーティー」東京・日本都市センターホール
- 1992年3月28日「魔神英雄伝ワタル2&ワタル3 メモリアル・ライブ東京篇」東京・日比谷公会堂（「魔神英雄伝ワタル3 メモリアル・ライブ See You Again」メモリアルライブビデオ収録）
- 1992年9月19日「魔神英雄伝ワタル3 秋祭り」東京・ゆうぽうと簡易保険ホール
- 1992年12月19日「魔神英雄伝ワタル3 クリスマス・パーティー「創界山クリスマス・イブニングの謎」」東京・竹芝桟橋　ニューピア・ホール
- 1993年4月11日「魔神英雄伝ワタル3 虎王物語完結記念集会」東京・杉並公会堂
- 1993年8月29日「ワタル100人コーラス 「POWER」を100人で歌おうレコーディング」東京・ビクター青山スタジオ 302スタ
- 1993年8月29日「魔神英雄伝ワタル W復活祭」東京・新宿文化センター大ホール（「W復活祭 60分間世界一周」ビデオ収録）
- 1997年12月5日「超魔神英雄伝ワタル」（ラジオ・文化放送）
- 1997年12月14日「超魔神英雄伝ワタル 復活祭」東京・九段会館
- 2024年1月13日（土）「魔神英雄伝ワタル 35周年感謝祭」東京・調布市グリーンホール

- 2024年 「シークレットライブ」（永久〜とわ〜(as a・chi-a・chi)ファーストライブ告知動画収録）　Step（観声なし） / Step（観声あり） / 恋のバカンス / もう一つの卒業 / エール / a・chi-a・chiアドベンチャー（観声なし） / a・chi-a・chiアドベンチャー（観声あり）

- 2024年7月13日（土）「永久〜とわ〜コンサートVol.1」東京・Live in Buddy(江古田)
- 2025年1月13日（月・祝）「永久〜とわ〜FOREVER MEMORIAL FAIRY TAIL」大阪府・SHINSAIBASHI PARCO 14F SPACE14
- 2025年5月3日（土・祝）「特別演奏会  エンターテインメント定期 第4回　魔神英雄伝ワタル＆ワタル2～おもしろカッコいいコンサート～」（仙台フィルハーモニー管弦楽団　特別演奏会 出演）　宮城県・仙台銀行ホール イズミティ２１（仙台市泉文化創造センター